# Liasis
Genre
Liasis est un genre de serpents de la famille des Pythonidae. 

## Répartition
Les 4 espèces de ce genre se rencontrent en Australie, en Indonésie et en Papouasie-Nouvelle-Guinée.

## Description
Ce sont des serpents constricteurs ovipares.

## Liste d'espèces
Selon The Reptile Database (24 avril 2014) :
- Liasis fuscus Peters, 1873
- Liasis mackloti Duméril & Bibron, 1844 - Python de Macklot
- Liasis olivaceus Gray, 1842 - Python olive
- Liasis papuana (Peters & Doria, 1878) - Python de Papouasie

Selon Paleobiology Database (2 déc. 2016), une seule espèce fossile est connue :
- † Liasis dubudingala Scanlon et Mackness, 2002 (Pliocène inférieur d'Australie).

## Publication originale
- Gray, 1842 : Synopsis of the species of prehensile-tailed Snakes, or family Boidae.  Zoological Miscellany, London, vol. 2, p. 41-46 (texte intégral).